# 오나셈노진아베파르보벡
오나셈노진아베파르보벡(Onasemnogene abeparvovec) 또는 상품명 졸겐스마(Zolgensma)는 스위스의 노바티스(Novartis)사가 개발한 척수성 근위축증(SMA) 치료제이다. 1회의 정맥 주사를 한다. 치료에는 최소 2개월의 코르티코스테로이드를 투여해야 한다. 일반적인 부작용으로는 구토와 간 효소 수치 증가가 있다.
오나셈노진아베파르보벡은 2019년 2세 미만 어린이 치료제로 미국에서 처음으로 의료용으로 승인됐다.

## 부작용
일반적인 부작용으로는 구토와 간 효소 증가가 있다. 또한 간부전으로 인한 사망 2명이 보고되었다.